# Fîrlădeni (Hîncești)
Fîrlădeni è un comune della Moldavia situato nel distretto di Hîncești di 1.010 abitanti al censimento del 2004